# العلاقات الأنغولية اليمنية
العلاقات الأنغولية اليمنية هي العلاقات الثنائية التي تجمع بين أنغولا واليمن.

## مقارنة بين البلدين
هذه مقارنة عامة ومرجعية للدولتين:
| وجه المقارنة                                              | أنغولا           | اليمن                   |
| --------------------------------------------------------- | ---------------- | ----------------------- |
| المساحة (كم2)                                             | 1.25 مليون       | 555.00 ألف              |
| عدد السكان (نسمة)                                         | 29.78 مليون      | 28.25 مليون             |
| الكثافة السكانية (ن./كم²)                                 | 23.82            | 50.9                    |
| العاصمة                                                   | لواندا           | صنعاء عدن (عاصمة مؤقتة) |
| اللغة الرسمية                                             | اللغة البرتغالية | اللغة العربية           |
| العملة                                                    | كوانزا أنغولي    | ريال يمني               |
| الناتج المحلي الإجمالي (بليون دولار)                      | 124.21 مليار     | 18.21 مليار             |
| الناتج المحلي الإجمالي (تعادل القوة الشرائية) بليون دولار | 184.83 مليار     | 75.69 مليار             |
| الناتج المحلي الإجمالي الاسمي للفرد دولار أمريكي          | 4.10 ألف         | 1.41 ألف                |
| الناتج المحلي الإجمالي للفرد دولار أمريكي                 |                  |                         |
| مؤشر التنمية البشرية                                      | 0.533            | 0.498                   |
| رمز المكالمات الدولي                                      | +244             | +967                    |
| رمز الإنترنت                                              | .ao              | .ye                     |
| المنطقة الزمنية                                           | ت ع م+01:00      | ت ع م+03:00             |

## منظمات دولية مشتركة
يشترك البلدان في عضوية مجموعة من المنظمات الدولية، منها:
| علم المنظمة | اسم المنظمة                        | تاريخ انضمام أنغولا | تاريخ انضمام اليمن |
| ----------- | ---------------------------------- | ------------------- | ------------------ |
|             | منظمة الشرطة الجنائية الدولية      | ?                   | ?                  |
|             | منظمة حظر الأسلحة الكيميائية       | ?                   | ?                  |
|             | مؤسسة التمويل الدولية              | 19 سبتمبر 1989      | 22 مايو 1970       |
|             | يونسكو                             | 11 مارس 1977        | 2 أبريل 1962       |
|             | البنك الدولي للإنشاء والتعمير      | 19 سبتمبر 1989      | 3 أكتوبر 1969      |
|             | مؤسسة التنمية الدولية              | 19 سبتمبر 1989      | 22 مايو 1970       |
|             | الأمم المتحدة                      | 1 ديسمبر 1976       | 30 سبتمبر 1947     |
|             | وكالة ضمان الاستثمار متعدد الأطراف | 19 سبتمبر 1989      | 12 مارس 1996       |
|             | الاتحاد الدولي للاتصالات           | 13 أكتوبر 1976      | 1931               |
|             | الاتحاد البريدي العالمي            | ?                   | ?                  |

## وصلات خارجية
- موقع وزارة الخارجية الأنغولية